# Licinius
Licinius (Flavius Galerius Valerius Licinianus Licinius), född cirka 260 i Moesia Superior, död 325 i Thessalonica, var romersk kejsare från 308 till 324. Som medförfattare till ediktet i Milano år 313, vilket beviljade officiell tolerans av de kristna i det romerska riket, var han under den största delen av sin regeringstid rival till Konstantin den store. Han förlorade till sist vid slaget vid Adrianopel och avrättades sedan på Konstantins order. 

## Vägen till makten
Licinius föddes i en bondefamilj i Moesia Superior, och följde sin nära barndomsvän, den framtida kejsaren Galerius, på en persisk expedition år 298. Han var betrodd nog av Galerius att han, år 307, skickades som sändebud till Maxentius i Italien för att försöka nå en överenskommelse om dennes utomäktenskapliga status. Galerius betrodde sedan de östra provinserna till Licinius efter det att han personligen hade tagit itu med Maxentius efter Flavius Valerius Severus död. När han kom tillbaka upphöjde Galerius Licinius till augustus i väst den 11 november 308, och han fick omedelbart befäl över provinserna Illyricum, Trakien och Pannonia. År 310 tog han befälet över kriget mot sarmaterna, och orsakade dem ett stort nederlag. När Galerius dog i maj 311, ingick Licinius ett avtal med Maximinus Daia om att dela de östra provinserna mellan sig.  
En allians mellan Daia och Maxentius tvingade de två återstående kejsarna att ingå ett formellt avtal med varandra och i mars 313 gifte Licinius sig med Flavia Julia Constantia, halvsyster till Konstantin, vid Mediolanum (nuvarande Milano), och de fick en son, Licinius den yngre, år 315. Under tiden bestämde sig Daia för att attackera Licinius. Han lämnade Syrien med 70 000 soldater och nådde till sist Bithynia, fastän dåligt väder drabbade honom på vägen och försvagade armén. I april 313 gick han över Bosporen och drog in till Bysans, som hölls av Licinius trupper. Utan att tveka tog han staden efter bara elva dagars belägring. Han flyttade till Heraclea Sintica, som han tog efter en kort belägring, och flyttade sedan sina styrkor till den första utstationeringen. Med en mycket mindre armé, kanske runt 30 000, kom Licinius till Adrianopel medan Daia fortfarande belägrade Heraclea. Den 30 april 313 möttes de två arméerna i slaget vid Tzirallum, och i den efterföljande striden krossades Daias styrkor. Daia klädde sig då som slav och flydde till Nicomedia. Han trodde fortfarande att han hade en chans att besegra Licinius, och försökte därför stoppa Licinius framfart vid kilikiska portarna genom att anlägga befästningar där. Licinius armé lyckades dock bryta sig igenom barrikaden och tvingade Daia att retirera till Tarsus där Licinius fortsatte att pressa honom på land och till sjöss. Kriget mellan dem slutade med Daias död i augusti 313. 
Med tanke på att Konstantin redan hade krossat sin rival Maxentius år 312, beslöt de båda männen att dela upp den romerska världen mellan sig. Som en följd av denna uppgörelse blev Licinius ensam augustus i öst, medan hans svåger, Konstantin, blev ledare i väst. Licinius konfronterades dock omedelbart med ett nytt hot i öst – de persiska sasaniderna. 

## Konflikt med Konstantin
År 314 utbröt ett inbördeskrig mellan Licinius och Konstantin, och Konstantin anklagade Licinius för att beskydda en annan av Konstantins svågrar, Bassianus, som Konstantin anklagade för att ha planerat en statskupp. Konstantin segrade i slaget vid Cibalae i Pannonien den 8 oktober 314. Även om situationen därefter förblev tämligen lugn, var det bara ett tillfälligt lugn före stormen eftersom båda männen måste dela ledarskapet. Året därpå, år 315, utbröt ett nytt krig när Licinius utnämnde Valerius Valens som vicekejsare, men Licinius led sedan ett förödmjukande nederlag på slätten vid Mardia (även känd som Campus Ardiensis) i Trakien. Kejsarna försonades efter dessa två strider och Licinius lät mörda sin vicekejsare Valens.
Under de kommande tio åren underhöll de två kejsarna en bräcklig vapenvila. Licinius höll sig upptagen med ett fälttåg mot sarmaterna år 318, men det blev hett om öronen igen år 321 då Konstantin anföll sarmaterna, som hade härjat i några territorier i hans rike. När han upprepade detta med en annan invasion – denna gång från goterna som plundrade i Trakien – anklagade Licinius Konstantin för att ha brutit deras pakt. Konstantin gick direkt till attack och Licinius flotta på 350 fartyg besegrades av Konstantins flotta år 323. År 324 förde Konstantin krig mot Licinius igen och efter att ha besegrat hans armé på 170 000 män i slaget vid Adrianopel den 3 juli 324, stoppade han honom innanför Byzantiums murar. Licinius vicekejsare Sextus Martinianus dödades, men Licinius själv skonades efter att hans hustru, Konstantins syster, bett för hans liv. Han blev istället fängslad i Thessalonica. Året därpå lät Konstantin avrätta Licinius genom hängning efter att ha anklagat honom för att konspirera. 